# Mistrzostwa Świata w Łyżwiarstwie Szybkim w Wieloboju 1907
15. mistrzostwa świata w łyżwiarstwie szybkim w wieloboju odbyły się w dniach 21–22 lutego 1907 roku w leżącym w Norwegii Trondheim. Zawodnicy startowali na naturalnym lodowisku na Øen Stadion. W zawodach wzięli udział tylko mężczyźni. Łyżwiarze startowali na czterech dystansach: 500 m, 1500 m, 5000 m, 10000 m. Mistrzem zostawał zawodnik, który wygrywał trzy z czterech dystansów. Ponieważ ta sztuka nie udała się żadnemu łyżwiarzowi, więc zwycięzcy nie wyłoniono. Srebrnych i brązowych medali nie przyznawano. Miejsca zawodników są nieoficjalne.

## Uczestnicy
W zawodach wzięło udział 14 łyżwiarzy z 3 krajów. Sklasyfikowanych zostało 8.
| Państwa biorące udział w mistrzostwach | Państwa biorące udział w mistrzostwach | Państwa biorące udział w mistrzostwach |
| -------------------------------------- | -------------------------------------- | -------------------------------------- |
| Dania                                  | Imperium Rosyjskie                     | Norwegia                               |

## Wyniki
- DNS – nie wystartował

| Pozycja | Zawodnik         | Kraj               | 500 m      | 5000 m        | 1500 m       | 10000 m      |
| ------- | ---------------- | ------------------ | ---------- | ------------- | ------------ | ------------ |
| (1.)    | Antti Wiklund    | Imperium Rosyjskie | 48.2 (3.)  | 9:30.0 (2.)   | 2:33.0 (1.)  | 19:22.4 (2.) |
| (2.)    | Gunnar Strömstén | Imperium Rosyjskie | 48.0 (2.)  | 9:27.6 (1.)   | 2:38.2 (4.)  | 19:09.4 (1.) |
| (3.)    | Erkki Vanhala    | Imperium Rosyjskie | 48.8 (4.)  | 9:36.0 (3.)   | 2:34.6 (2.)  | 19:43.6 (5.) |
| (4.)    | Oscar Mathisen   | Norwegia           | 50.4 (9.)  | 9:40.8 (4.)   | 2:36.2 (3.)  | 19:23.0 (3.) |
| (5.)    | Martin Sæterhaug | Norwegia           | 49.4 (5.)  | 10:01.4 (7.)  | 2:38.4 (5.)  | 19:46.2 (6.) |
| (6.)    | John Røst        | Norwegia           | 50.2 (8.)  | 9:50.0 (6.)   | 2:45.6 (11.) | 19:41.6 (4.) |
| (7.)    | Magnus Johansen  | Norwegia           | 52.8 (13.) | 10:15.2 (9.)  | 2:45.2 (10.) | 20:31.4 (7.) |
| (8.)    | Einar Hansen     | Norwegia           | 50.8 (11.) | 10:25.2 (11.) | 2:44.8 (8.)  | 20:59.8 (8.) |
| DNS     | Alf Horne        | Norwegia           | 49.6 (6.)  | 10:29.6 (13.) | 2:44.2 (7.)  | 59:59.9 !    |
| DNS     | Oluf Jacobsen    | Norwegia           | 49.6 (6.)  | 10:13.8 (8.)  | 2:42.0 (6.)  | 59:59.9 !    |
| DNS     | Frithjof Hansen  | Norwegia           | 50.6 (10.) | 10:36.8 (14.) | 2:49.4 (12.) | 59:59.9 !    |
| DNS     | Sverre Andersen  | Norwegia           | 51.6 (12.) | 10:23.0 (10.) | 2:44.8 (8.)  | 59:59.9 !    |
| DNS     | Ejnar Sørensen   | Dania              | 53.8 (14.) | 10:26.2 (12.) | 9:59.9 !     | 59:59.9 !    |
| DNS     | Oluf Steen       | Norwegia           | 47.4 (1.)  | 9:45.4 (5.)   | 9:59.9 !     | 59:59.9 !    |